# Улица Герцена (Томск)
У́лица Ге́рцена — улица в Томске, от проспекта Ленина до улицы Шевченко.

## История
Первоначальное название улицы по одной из версий связано с российским императором Александром II, по другой — с фамилией местного жителя Александрова.
В 1850 году на улице было построено исправительное арестантское отделение, а в 1856 году при нём на средства Захария Цибульского был возведён храм во имя Святого Александра Невского.
В 1886 году в Томске был заложен Городской сад (современный адрес — улица Герцена, д. 6). Инициатором создания выступил томский губернатор Герман Августович Тобизен, план сада разработал «главный томский ботаник» Порфирий Крылов. Площадь сада составила около 2 га. В 1907 году на противоположной стороне был устроен сад «Буфф».
В 1903 году в конце улицы по проекту архитектора Гута началось строительство здания Учительского института.

## Новая история
В 1920 году улица была переименована в Герценовскую, возможно, в связи с 50-й годовщиной смерти А. И. Герцена. Современный вариант названия встречается в различных источниках начиная с 1930 года.

## Достопримечательности
д. 11 — жил и работал советский писатель Илья Эренбург (1932), создававший роман «День второй».
д. 31 — жила семья Кошурниковых, Александр Михайлович Кошурников — инженер, занимался трассированием и проектированием железных дорог в сибирской тайге. Погиб 3 ноября 1942 года на реке Казыр при изыскании трассы от Нижнеудинска до Абакана.
д. 40 — собственный дом профессора А. А. Кулябко

## Галерея

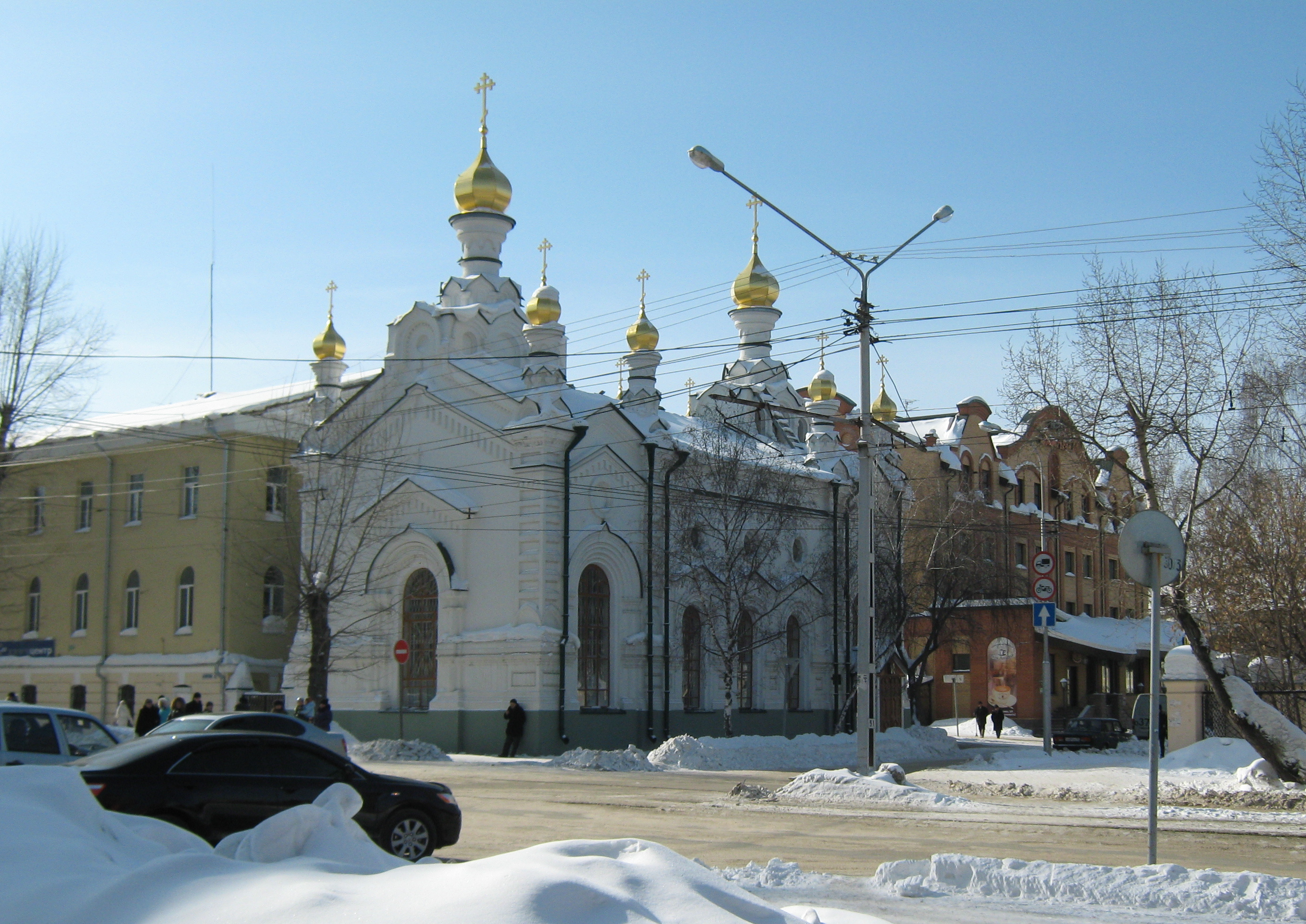
угол улицы Герцена и Советской улицы. Храм Св. Александра Невского
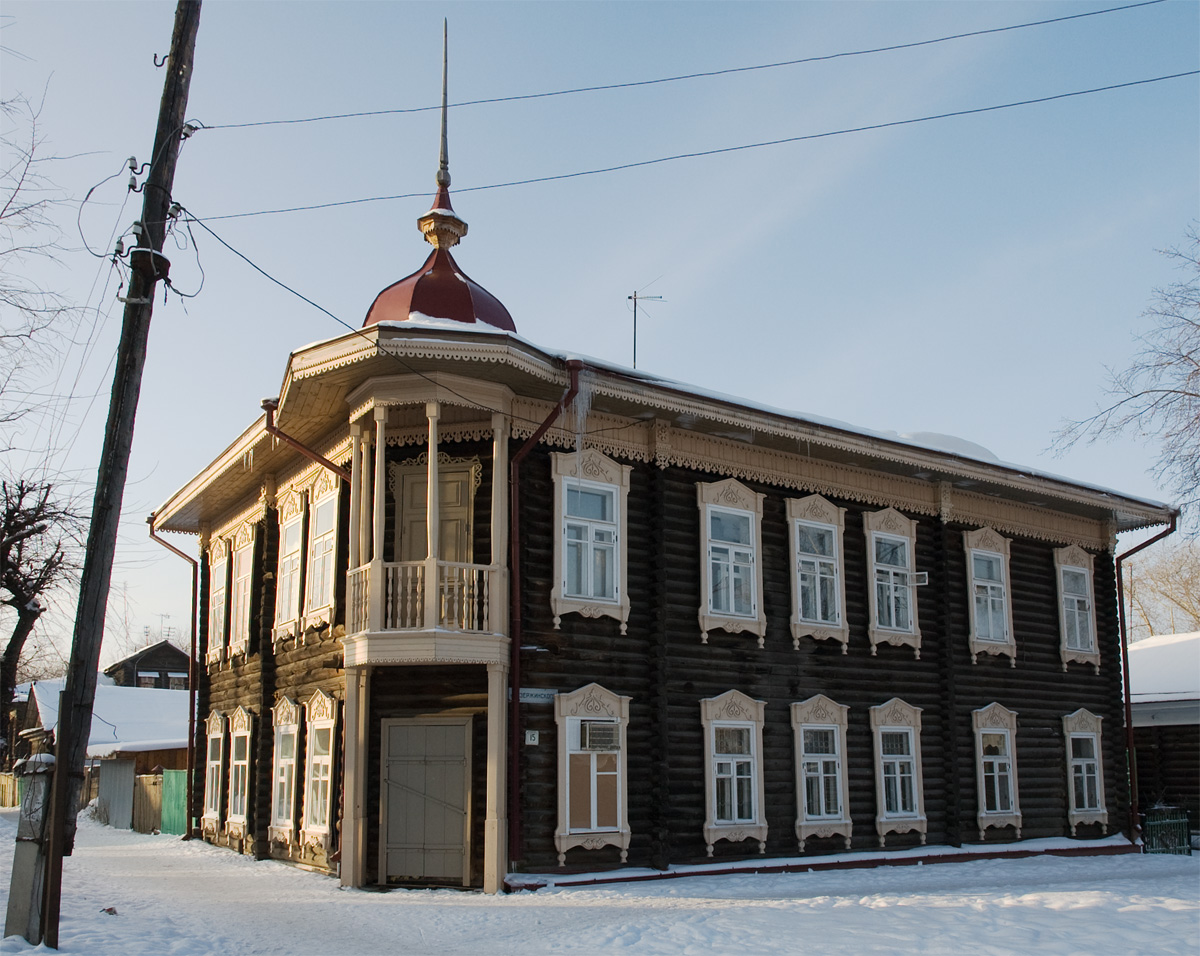
д. 40
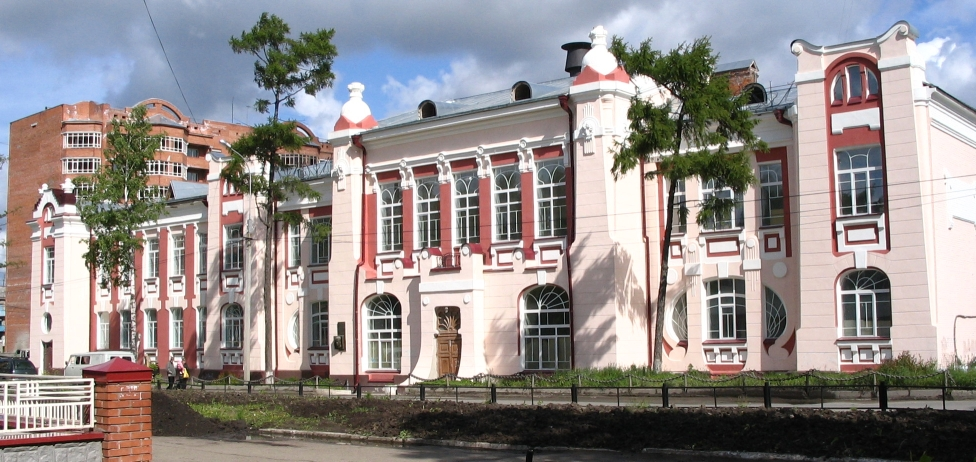
Учительский институт (ныне главный корпус ТГПУ)